# ナイフ (吉川晃司の曲)
「ナイフ」は、吉川晃司が2000年9月27日にリリースした29枚目のシングル。

## 収録曲
- 全作詞：松井五郎／作曲：吉川晃司

1. ナイフ
編曲：吉川晃司
2. SOLITUDE (LIVE)
3. SPEED (LIVE)
4. ナイフ (backing track)

## 収録アルバム
- ナイフ
  - Spirit×ナイフ 〜GOLDEN YEARS MILLENNIUM EDITION〜（2000年）
  - BEST BEST BEST 1996-2005（2005年）
  - KEEP ON KICKIN'!!!!!（2011年）